# Monte Garibaldi
O Monte Garibaldi é um estratovulcão potencialmente ativo localizado na Colúmbia Britânica, Canadá, 80 km a norte de Vancouver, no Canadá.